# Bar Paly
Barbara Phaly (en hebreu: בר פאלי) més coneguda com a Bar Paly (Nizhni Taguil, 29 d'abril de 1982) és una actriu i model israeliana.

## Vida i carrera
Barbara va néixer a Rússia. Es va mudar a Israel quan tenia set anys, i es va criar en Tel-Aviv. Paly va començar la seva carrera com a model als disset anys, va posar per a les revistes Maxim i Sports Illustrated. En 2003, va començar la seva carrera com a actriu apareixent en diversos papers per a cinema i televisió. Paly ha aparegut en sèries de televisió com Com vaig conèixer a la vostra mare, The Starter Wife, i la pel·lícula de terror de 2008 The Ruins.
En 2013, Paly va tenir papers en les pel·lícules de Roman Coppola A Glimpse Inside the Mind of Charles Swan III protagonitzada per Charlie Sheen, Jason Schwartzman i Bill Murray. En la pel·lícula de Michael Bay Pain & Gain, juntament amb Mark Wahlberg i Dwayne Johnson.
El 14 d'agost de 2016, Bar Paly va aconseguir la nacionalitat nord-americana.

## Filmografia
| Any  | Títol                                         | Paper            |
| ---- | --------------------------------------------- | ---------------- |
| 2008 | The Ruins                                     | Arqueòloga       |
| 2013 | A Glimpse Inside the Mind of Charles Swan III | Maria-Carla      |
| 2013 | Pain & Gain                                   | Sorina Luminita  |
| 2014 | Senar-Stop                                    | Iris Marianne    |
| 2019 | Against the Clock                             | Lauen De Isigney |

## Televisió
| Any  | Títol                 | Paper      | Notes                                                 |
| ---- | --------------------- | ---------- | ----------------------------------------------------- |
| 2007 | CSI: Nova York        | Mia Opal   | Episodi: "Heart of Glass"                             |
| 2008 | The Starter Wife      | Lola       | Paper recurrent, 5 episodis                           |
| 2008 | Unhitched             | Chloe      | Episodi: "Yorkshire Terrier Sucked Into the Internet" |
| 2010 | How I Met Your Mother | Natalia    | Episodi: "Rabbit or Duck"                             |
| 2012 | Els mal pagats        | Tatiana    | Paper recurrent, 2 episodis                           |
| 2012 | Game Shop             | Falsa-Nerd | Episodi: "Faux Nerd Girl"                             |